# Ocampo (Chihuahua)
Ocampo é um município do estado de Chihuahua, no México. Estabelecido originalmente com o nome de Jesús María, em 1861, foi mudado seu nome para honrar o então recentemente assassinado Melchor Ocampo.